# Žalm 27

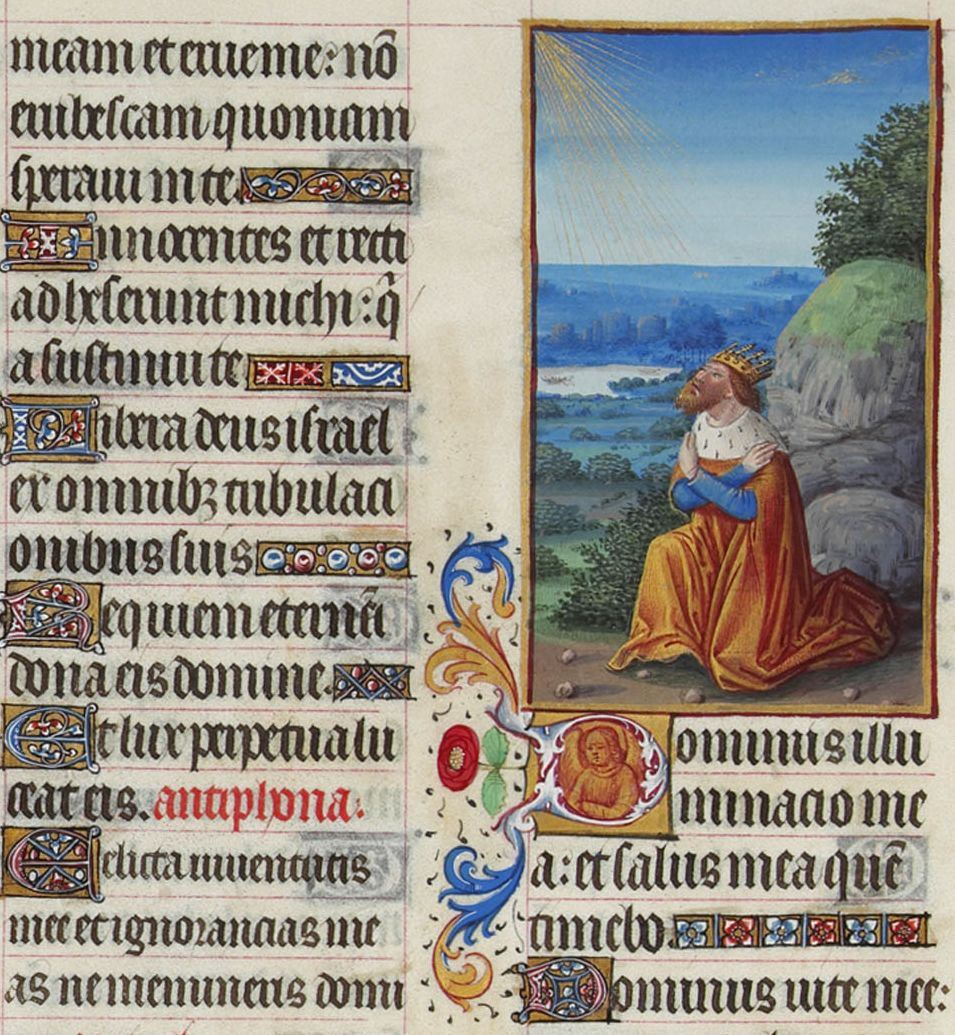
Žaltář vévody z Berry, žalm 27

Žalm 27 (Hospodin je světlo mé a moje spása, lat. Dominus inluminatio mea, podle řeckého překladu žalm 26) je součástí starozákonní Knihy žalmů. Patří do 1. knihy žalmů, mezi Davidovské žalmy.

## Text
| verš | hebrejský originál                                                                       | český překlad | latinský překlad (Vulgata) |
| ---- | ---------------------------------------------------------------------------------------- | --- | --- |
| 1    | לְדָוִד: יְהוָה, אוֹרִי וְיִשְׁעִי--מִמִּי אִירָא;יְהוָה מָעוֹז-חַיַּי, מִמִּי אֶפְחָד                                 | Davidův. Hospodin je světlo mé a moje spása, koho bych se bál? Hospodin je záštita mého života, z koho bych měl strach?                                                                       | [David] Priusquam liniretur Dominus inluminatio mea et salus mea quem timebo Dominus protector vitae meae a quo trepidabo                                              |
| 2    | בִּקְרֹב עָלַי, מְרֵעִים-- לֶאֱכֹל אֶת-בְּשָׂרִי:צָרַי וְאֹיְבַי לִי; הֵמָּה כָשְׁלוּ וְנָפָלוּ                              | Když se na mě vrhli zlovolníci, aby pozřeli mé tělo, protivníci, moji nepřátelé, sami klopýtli a padli.                                                                                       | Dum adpropiant super me nocentes ut edant carnes meas qui tribulant me et inimici mei ipsi infirmati sunt et ceciderunt                                                |
| 3    | אִם-תַּחֲנֶה עָלַי, מַחֲנֶה-- לֹא-יִירָא לִבִּי:אִם-תָּקוּם עָלַי, מִלְחָמָה-- בְּזֹאת, אֲנִי בוֹטֵחַ                      | Kdyby se proti mně položilo vojsko, mé srdce nepocítí bázeň, kdyby proti mně i bitva vzplála, přece budu doufat.                                                                              | Si consistant adversus me castra non timebit cor meum si exsurgat adversus me proelium in hoc ego sperabo                                                              |
| 4    | אַחַת, שָׁאַלְתִּי מֵאֵת-יְהוָה-- אוֹתָהּ אֲבַקֵּשׁ:שִׁבְתִּי בְּבֵית-יְהוָה, כָּל-יְמֵי חַיַּי;לַחֲזוֹת בְּנֹעַם-יְהוָה, וּלְבַקֵּר בְּהֵיכָלוֹ | O jedno jsem prosil Hospodina a jen o to budu usilovat: abych v domě Hospodinově směl bydlet po všechny dny, co živ budu, abych patřil na Hospodinovu vlídnost a zpytoval jeho vůli v chrámu. | Unam petii a Domino hanc requiram ut inhabitem in domo Domini omnes dies vitae meae ut videam voluntatem Domini et visitem templum eius                                |
| 5    | כִּי יִצְפְּנֵנִי, בְּסֻכֹּה-- בְּיוֹם רָעָה:יַסְתִּרֵנִי, בְּסֵתֶר אָהֳלוֹ; בְּצוּר, יְרוֹמְמֵנִי                              | On mě ve zlý den schová ve svém stánku, ukryje mě v skrýši svého stanu, na skálu mě zvedne.                                                                                                   | Quoniam abscondit me in tabernaculo in die malorum protexit me in abscondito tabernaculi sui                                                                           |
| 6    | וְעַתָּה יָרוּם רֹאשִׁי, עַל אֹיְבַי סְבִיבוֹתַי, וְאֶזְבְּחָה בְאָהֳלוֹ, זִבְחֵי תְרוּעָה;אָשִׁירָה וַאֲזַמְּרָה, לַיהוָה            | Již teď zvedám hlavu nad své nepřátele kolem. V jeho stanu budu obětovat své oběti za hlaholu polnic , budu zpívat, prozpěvovat žalmy Hospodinu.                                              | In petra exaltavit me et nunc exaltavit caput meum super inimicos meos circuivi et immolavi in tabernaculo eius hostiam vociferationis cantabo et psalmum dicam Domino |
| 7    | שְׁמַע-יְהוָה קוֹלִי אֶקְרָא; וְחָנֵּנִי וַעֲנֵנִי                                                          | Hospodine, slyš můj hlas, když volám, smiluj se nade mnou, odpověz mi! | Exaudi Domine vocem meam qua clamavi miserere mei et exaudi me |
| 8    | לְךָ, אָמַר לִבִּי--בַּקְּשׁוּ פָנָי; אֶת-פָּנֶיךָ יְהוָה אֲבַקֵּשׁ                                                 | Mé srdce si opakuje tvoji výzvu : „Hledejte mou tvář.“ Hospodine, tvář tvou hledám. | Tibi dixit cor meum exquisivit facies mea faciem tuam Domine requiram                                                                                                  |
| 9    | אַל-תַּסְתֵּר פָּנֶיךָ, מִמֶּנִּי-- אַל תַּט-בְּאַף, עַבְדֶּךָ:עֶזְרָתִי הָיִיתָ; אַל-תִּטְּשֵׁנִי וְאַל-תַּעַזְבֵנִי, אֱלֹהֵי יִשְׁעִי          | Svoji tvář přede mnou neukrývej, v hněvu nezamítej svého služebníka. Ty jsi byl má pomoc, neodvrhuj mě a neopouštěj, Bože, moje spáso.                                                        | Ne avertas faciem tuam a me ne declines in ira a servo tuo adiutor meus esto ne derelinquas me neque dispicias me Deus salvator meus                                   |
| 10   | כִּי-אָבִי וְאִמִּי עֲזָבוּנִי; וַיהוָה יַאַסְפֵנִי                                                         | I kdyby mě opustil můj otec, moje matka, Hospodin se mě vždy ujme. | Quoniam pater meus et mater mea dereliquerunt me Dominus autem adsumpsit me                                                                                            |
| 11   | הוֹרֵנִי יְהוָה, דַּרְכֶּךָ: וּנְחֵנִי, בְּאֹרַח מִישׁוֹר--לְמַעַן, שׁוֹרְרָי                                         | Hospodine, ukaž mi svou cestu, veď mě rovnou stezkou navzdory těm, kdo proti mně sočí. | Legem pone mihi Domine in via tua et dirige me in semita recta propter inimicos meos                                                                                   |
| 12   | אַל-תִּתְּנֵנִי, בְּנֶפֶשׁ צָרָי: כִּי קָמוּ-בִי עֵדֵי-שֶׁקֶר, וִיפֵחַ חָמָס                                          | Nevydávej mě zvůli mých protivníků! Zvedli se proti mně křiví svědkové, i ten, z něhož násilí čiší.                                                                                           | Ne tradideris me in animas tribulantium me quoniam insurrexerunt in me testes iniqui et mentita est iniquitas sibi                                                     |
| 13   | לוּלֵא--הֶאֱמַנְתִּי, לִרְאוֹת בְּטוּב-יְהוָה: בְּאֶרֶץ חַיִּים                                                 | Jak bych nevěřil, že budu hledět na Hospodinovu dobrotivost v zemi živých! | Credo videre bona Domini in terra viventium |
| 14   | קַוֵּה, אֶל-יְהוָה: חֲזַק, וְיַאֲמֵץ לִבֶּךָ; וְקַוֵּה, אֶל-יְהוָה                                              | Naději slož v Hospodina. Buď rozhodný, buď udatného srdce, naději slož v Hospodina! | Expecta Dominum viriliter age et confortetur cor tuum et sustine Dominum                                                                                               |

## Užití v liturgii

### V křesťanství
V římskokatolické církvi se užívá při modlitbě hodinek o nešporách ve středu prvního týdne.

### V judaismu
V judaismu je žalm recitován při svátku Hošana raba, Roš ha-šana a Jom kipur. Spis Šimuš Tehilim („Užití Žalmů“), jehož autorem je zřejmě židovský učenec Chaj Ga'on (939–1038), navíc uvádí, že recitace 27. žalmu pomáhá dobýt město.

## Užití v hudbě
Mezi významná hudební zpracování žalmu 27 patří díla těchto autorů:
- Jean-Baptiste Lully, částečně v Jubilate Deo (LWV 77/16, 1660)
- Marc-Antoine Charpentier, Dominus illuminatio mea, (H.229, 1699)